# 1511 Далера
1511 Далера (1511 Daléra) — астероїд головного поясу, відкритий 22 березня 1939 року.
Тіссеранів параметр щодо Юпітера — 3,542.